# Худобашев, Александр Макарович
Алекса́ндр Мака́рович Худоба́шев (1780—1862) — российский писатель, языковед, действительный статский советник. Являлся одним из виднейших членов армянской общины Санкт-Петербурга. Похоронен на Смоленском армянском кладбище.

## Сочинения
- Армяно-русский словарь. 2 части. М., 1838
- Исторические памятники вероучения армянской церкви, относящиеся к XII столетию. Перевод с армянского Александра Худобашева, СПб., 1847
- Худобашев А. М. Обозрение Армении в географическом, историческом и литературном отношениях / С.-Пб.: Тип. 2 Отд. собств. е. и. в. канцелярии, 1859. — 560 с. Также доступна на сайте archive.org.